# Pamela Begič
Pamela Begič , slovenska nogometašica, *12. oktober 1994, Semič.
Od leta 2011 je članica Slovenske reprezentance, s katero je nastopala na kvalifikacijah za Evropsko prvenstvo v nogometu za ženske 2013 in Evropsko prvenstvo v nogometu za ženske 2017. Zaradi SEC turnirja ter predolge poti je oktobra 2015 zavrnila nastop na dveh kvalifikacijskih tekmah slovenske rerezentance za Evropsko prvenstvo 2017.

## Kariera
Prvo leto nastopanja za Florida Gators women's soccer team leta 2013, je bila izbrana v SEC All-Freshman team. Kasneje istega leta je začela nastopati tudi za košarkarsko ekipo Florida Gators women's basketball team. Kasneje je zapustila košarko in se posvetila izključno nogometu.